# هکستتیک
هِـکسْـتـَتیک (انگلیسی: Hexstatic) یک گروه دونفرهٔ موسیقی الکترونیک انگلیسی است که در سال ۱۹۹۷ میلادی پایه‌گذاری شد و تخصصشان در زمینه الکتروهای صوتی-تصویری غیرمرسوم و عجیب است.
اجراهای این گروه بیشتر با جلوه‌های تصویری از جمله تصویر برجسته و تصاویر سه‌بعدی همراه است و برخی دی‌وی‌دی‌ها و نماهنگ‌های آنان، با عینک‌های سه‌بعدی عرضه می‌شود.
این گروه در زمینهٔ طراحی و ساخت دستگاه‌هایِ موردِ نیازِ وی‌جی‌ها (از جمله «پایونیر دی‌وی‌جی-اکس ۱»)، دستگاه‌های «سی‌دی‌جی» (دستگاه مخصوص دی‌جی‌ها) و همچنین طراحی دستگاه‌های حرفه‌ای پخش دی‌وی‌دی فعالیت دارد.